# Xyoli Pérez Campos
Xyoli Pérez Campos (Ciudad de México, 28 de noviembre de 1973) es una ingeniera geofísica, científica, investigadora y divulgadora que presidió el Servicio Sismológico Nacional de la UNAM, es directora del Sistema Internacional de Vigilancia de la Organización del Tratado de Prohibición Completa de los Ensayos Nucleares con sede en Viena, Austria.

## Formación
Es ingeniera geofísica de la facultad de Ingeniería de la UNAM, durante su carrera recibió la medalla Gabino Barreda por su desempeño académico.
Dentro de su formación destaca su paso por la Universidad de Stanford en donde realizó dos maestrías en Estadística y en Geofísica, así como su doctorado en Geofísica.
Realizó una estancia postdoctoral en el Instituto de Tecnología de California Caltech, en donde también es investigadora visitante.

## Trayectoria
La geofísica Xyoli Pérez imparte clases desde el 2004 en la Facultad de Ingeniería y en el Posgrado de Ciencias de la Tierra de la UNAM. 
De 2008 a 2010 fue representante técnico de México ante la Organización para el Tratado de Prohibición Completa de Ensayos Nucleares de la ONU.
Es Investigadora titular del Instituto de Geofísica UNAM y forma parte del Sistema Nacional de Investigadores SNI II.
En 2014 el Dr. Arturo Iglesias Mendoza, director del Instituto de Geofísica de la UNAM, hace entrega del nombramiento como Jefa del Servicio Sismológico Nacional (SSN), encargo en el que permaneció siete años.
En este período transformó y reorganizó la estructura al interior para que su operación permitiera informar oportunamente a la sociedad y a las personas tomadoras de decisiones sobre la ocurrencia de sismos en México. 
Durante su gestión, el SSN recibió el Premio Nacional de Protección Civil en 2020 y se consolidó como un referente de monitoreo sísmico a nivel nacional e internacional.
La creación del Servicio Sismológico Nacional fue el primero de abril de 1904, es una institución que tiene más de 100 años.
A partir de octubre de 2022 es directora del Sistema Internacional de Vigilancia, de la Organización del Tratado de Prohibición Completa de los Ensayos Nucleares OTPCEN, con sede en Viena. Es la tercera mujer que ostenta este encargo.
El propósito de este Sistema de Verificación SIV es detectar posibles ensayos nucleares, a partir de 321 estaciones de monitoreo y 16 laboratorios de control, ubicados en 89 países.
El SIV esta reconocido también como la red geofísica más importante a nivel internacional para el estudio de los fenómenos naturales.
Es integrante de la mesa directiva de la Sociedad Sismológica de América y de la Comisión Sismológica de Latinoamérica y del Caribe; así como del Comité Científico Asesor de Fenómenos Perturbadores de Carácter Geológico del Sistema Nacional de Protección Civil. 

## Aportaciones
La estructura sísmica de la zona de subducción y del Noroeste de México, así como las características de la fuente de sismos mexicanos es su área de estudio.
Es reconocida por sus esfuerzos para divulgar la ciencia y el conocimiento acerca de los sismos, dentro de sus aportaciones en el SSN están los programas Platicando con un sismólogo.
Su trayectoria inspira a niñas y mujeres en la ciencia; de manera reiterada es mencionada en listados de las científicas mexicanas más reconocidas.

## Reconocimientos
- Medalla Gabino Barreda por su desempeño académico en preparatoria y carrera profesional por parte de la UNAM.

- Reconocimiento Sor Juana Inés de la Cruz por su labor en docencia, investigación y difusión de la cultura.

- Premio Early to Mid Career Alumni Award que otorga la Universidad de Stanford, en reconocimiento a sus logros y contribuciones en ciencias de la Tierra.[18]